# 37836 Simoneterreni
37836 Simoneterreni è un asteroide della fascia principale. Scoperto nel 1998, presenta un'orbita caratterizzata da un semiasse maggiore pari a 2,3816266 au e da un'eccentricità di 0,0913532, inclinata di 6,17281° rispetto all'eclittica.
L'asteroide è dedicato all'astronomo amatoriale italiano Simone Terreni.